# Phalaphala
Phalaphala ist ein seitlich angeblasenes Naturhorn im südlichen Afrika, das aus dem Horn einer Antilopenart, bevorzugt einer Rappenantilope oder eines Großen Kudu, besteht. Die Antilopenhörner waren früher Insignien eines Herrschers, sie wurden bei Zeremonien und als Signalinstrumente für den Ruf zu Versammlungen, bei Gefahr oder im Krieg verwendet. Die Venda und Pedi in Südafrika nennen die Rappenantilope und ihre Hörner phalaphala, die Setswana in Südafrika und Botswana lepapata, die Swazi und Zulu impalampala oder mpalampala und die Tsonga mhalamhala. Ein anderer Name für das Rappenantilopenhorn auf Xitsonga ist shipalapala. Der bantusprachige Wortbestandteil phala bezeichnet allgemein Blasinstrumente, die zur Signalübertragung oder rituell eingesetzt werden.

## Verbreitung

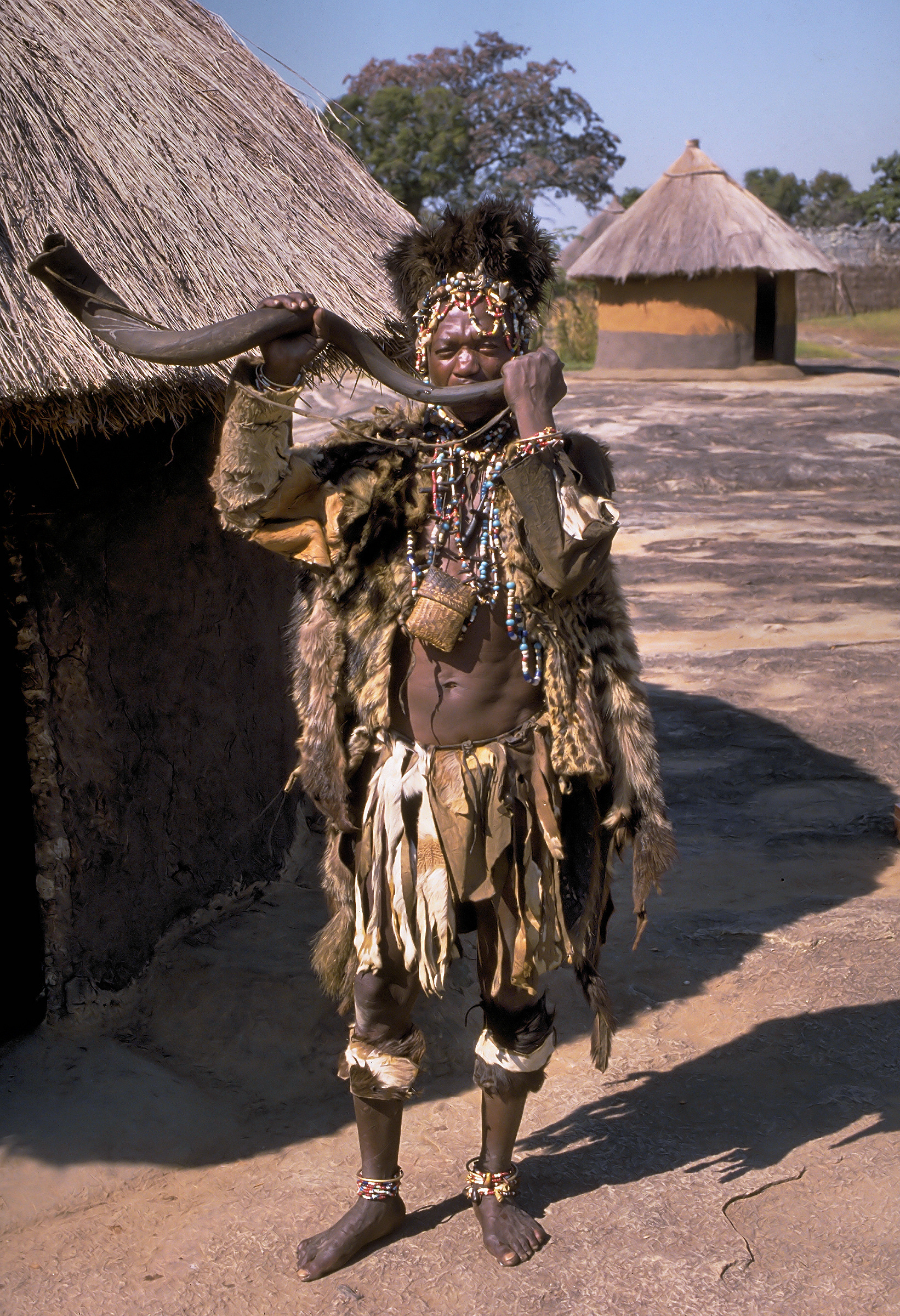
Traditioneller Heiler der Shona in Simbabwe mit einem Kuduhorn.

Afrikanische Hörner oder Naturtrompeten werden in weit überwiegender Zahl seitlich angeblasen. Im südlichen Afrika sind oder waren quer geblasene Hörner wie das Kuduhorn unter den Bantu weit verbreitet, nicht jedoch unter den Khoisan. Unter den sehr alten Blasinstrumenten der nomadischen ǃKung finden sich lediglich Signalpfeifen aus Tierhorn, Knochen oder einem Straußenfederkiel und eine Gefäßflöte aus einer kleinen Fruchtschale. Eine ungewöhnliche Ausnahme ist ein von den ebenfalls früher als Nomaden lebenden, zu den Bantusprechern gehörenden Himba im Norden von Namibia längs geblasenes Horn eines Spießbocks (Oryx gazella). Die onjembo erose genannte Trompete besteht aus einem 45 bis 70 Zentimeter langen, geraden Horn mit einem aus Bienenwachs (erose) modellierten kugelförmigen Schallbecher. Himba-Männer blasen das Horn während sie Rinder hüten, außerdem singen sie Preislieder auf ihr Vieh und spielen zur eigenen Unterhaltung einen Mundbogen. Längs geblasene Trompeten im südlichen Afrika sind derart selten, dass Percival Kirby (1934), der die bis heute umfangreichste Gesamtdarstellung traditioneller südafrikanischer Musikinstrumente verfasste, einer Bambustrompete der Zulu eine europäische Herkunft attestierte. Eine 60 bis 120 Zentimeter lange, dünne Bambusröhre trägt am Ende ein gebogenes Rinderhorn als Schallbecher. Mit dem Namen icilongo für diese Trompete, deren Form an einen römischen Lituus erinnert und mit der sich mehrere Obertöne produzieren lassen, bezeichnen die Zulu auch jedes europäische Blechblasinstrument.
In vielen Regionen gelten afrikanische Trompeten oder Hörner als Symbol von Männlichkeit, außerdem als Todesboten, und sie gehören zu den Kulten der Rinderzüchter. In Ost- und Zentralafrika gibt es einige längs geblasene Hörner und Trompeten, die sämtlich keine Grifflöcher besitzen. Sie dienen entweder nach sehr alter Tradition dazu, die Stimme bei Initiationsritualen zu verzerren (um einen Geist sprechen zu lassen) oder gehören zu den Insignien des Herrschers, an dessen Hof sie in der Repräsentationsmusik verwendet werden. Im ersten Fall handelt es sich instrumentenkundlich nicht um Trompeten, weil die Lippen nicht nach dem Prinzip der Polsterpfeife die Luft in Schwingung versetzen, sondern um wie Trompeten aussehende Gefäße, in die der Spieler hineinsingt, summt oder spricht und sich dabei der Eigenresonanz des Gefäßes bedient. Entsprechend funktionieren Kalebassen-Mirlitone, die wie Blasinstrumente zu Ensembles zusammengestellt werden.
Zur Repräsentationsmusik gehören bis heute die sieben königlichen ntahera-Ensembles bestehend aus jeweils sieben quer geblasenen Elfenbeintrompeten der Aschanti in Ghana. Zeremoniell geblasene Längstrompeten im nördlichen Afrika wie die langen Metalltrompeten kakaki im islamisierten Norden Nigerias unterliegen einem arabischen Kultureinfluss. Bei den Ensembles mit längs geblasenen Kalebassentrompeten waza im sudanesisch-äthiopischen Grenzbereich trägt jedes Instrument wie die Pfeife einer Panflöte einen Ton zur Melodielinie bei. Musikalische Parallelerscheinungen – etwa das amakondere-Zweiton-Hornensemble und die enzamba-Querhörner in Uganda – gehörten zur Hofmusik der ehemaligen Reiche im Zwischenseengebiet, wohin sie wahrscheinlich im 16. Jahrhundert mit aus dem Sudan stammenden Niloten gelangten, und finden sich bei den Ensembles mit mehreren Einton-Rohrflöten (nanga) bei den Venda in Südafrika.

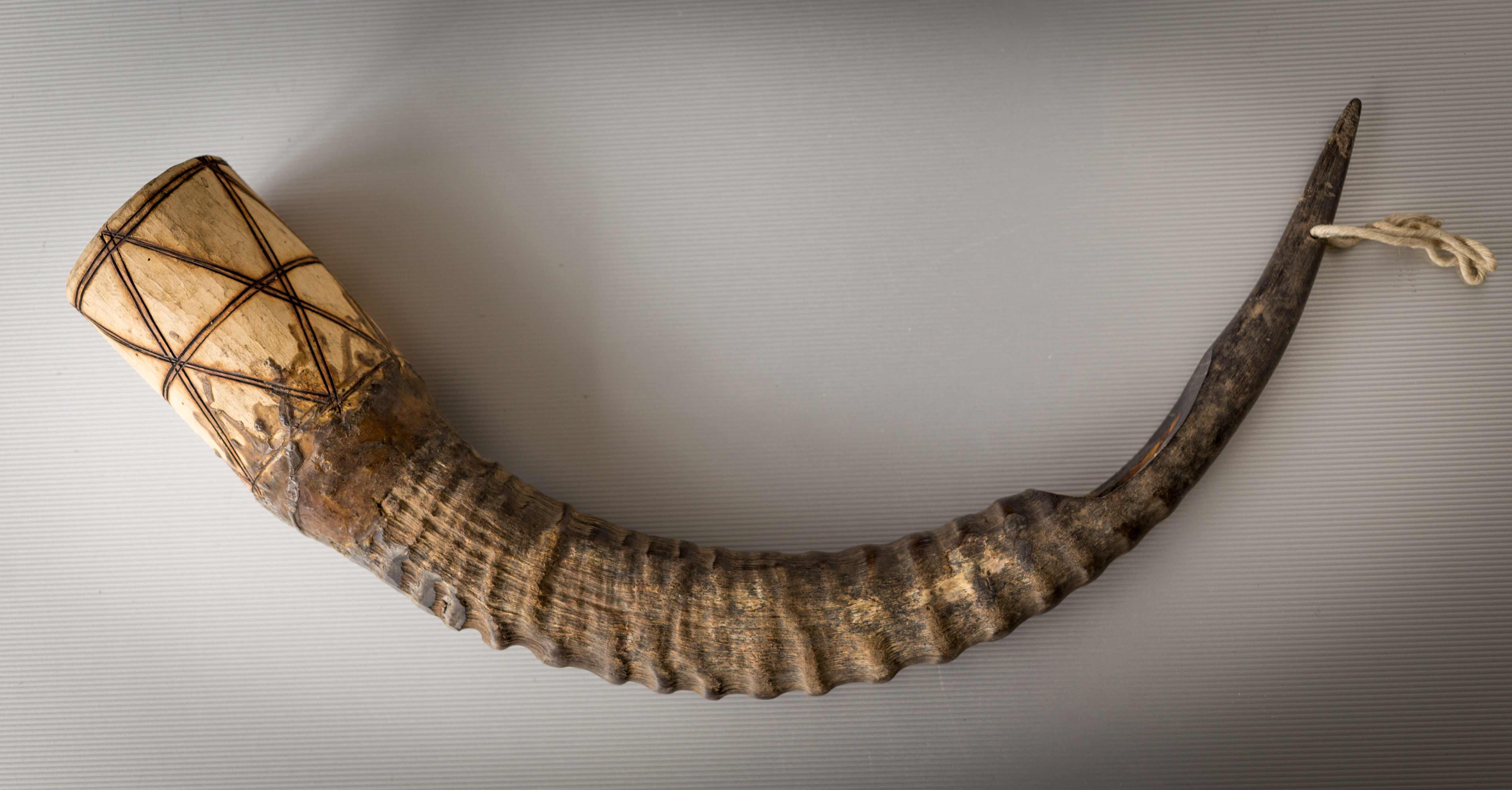
Antilopenhorn mit aufgeklebtem hölzernem Schallbecher und seitlichem Anblasloch der Bambara in Mali.

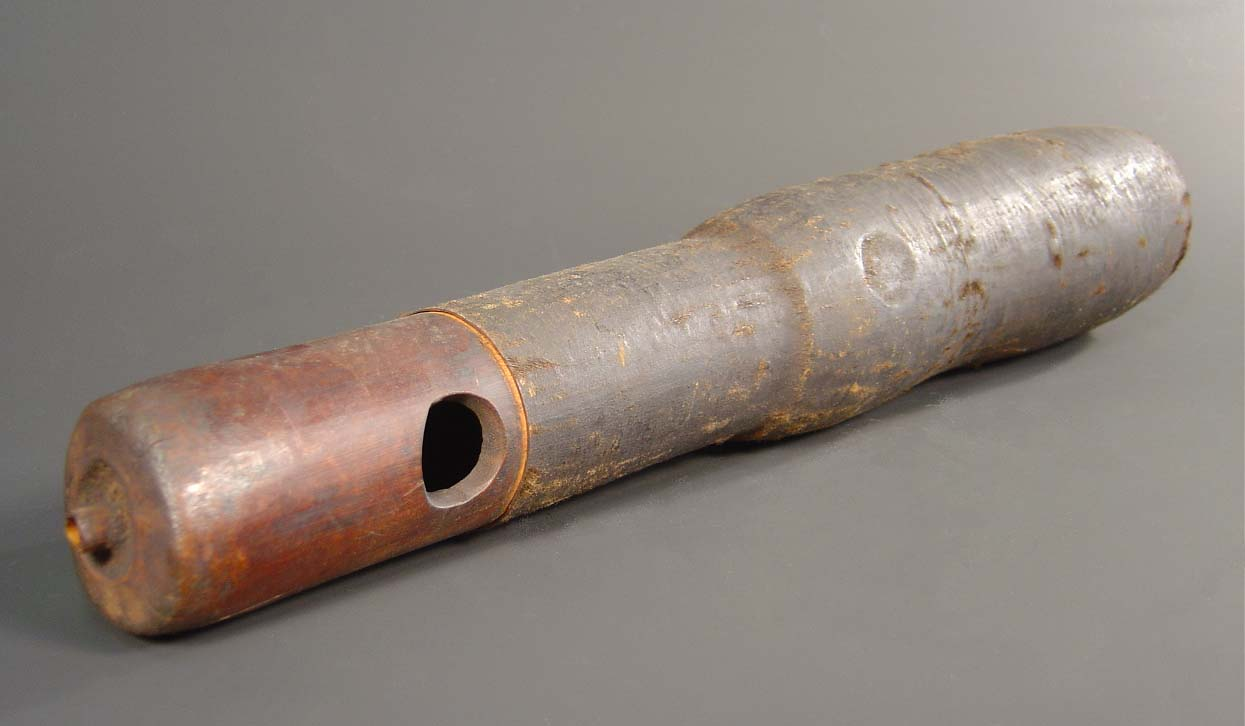
Kurze Form der Quertrompeten amakondera in Ruanda

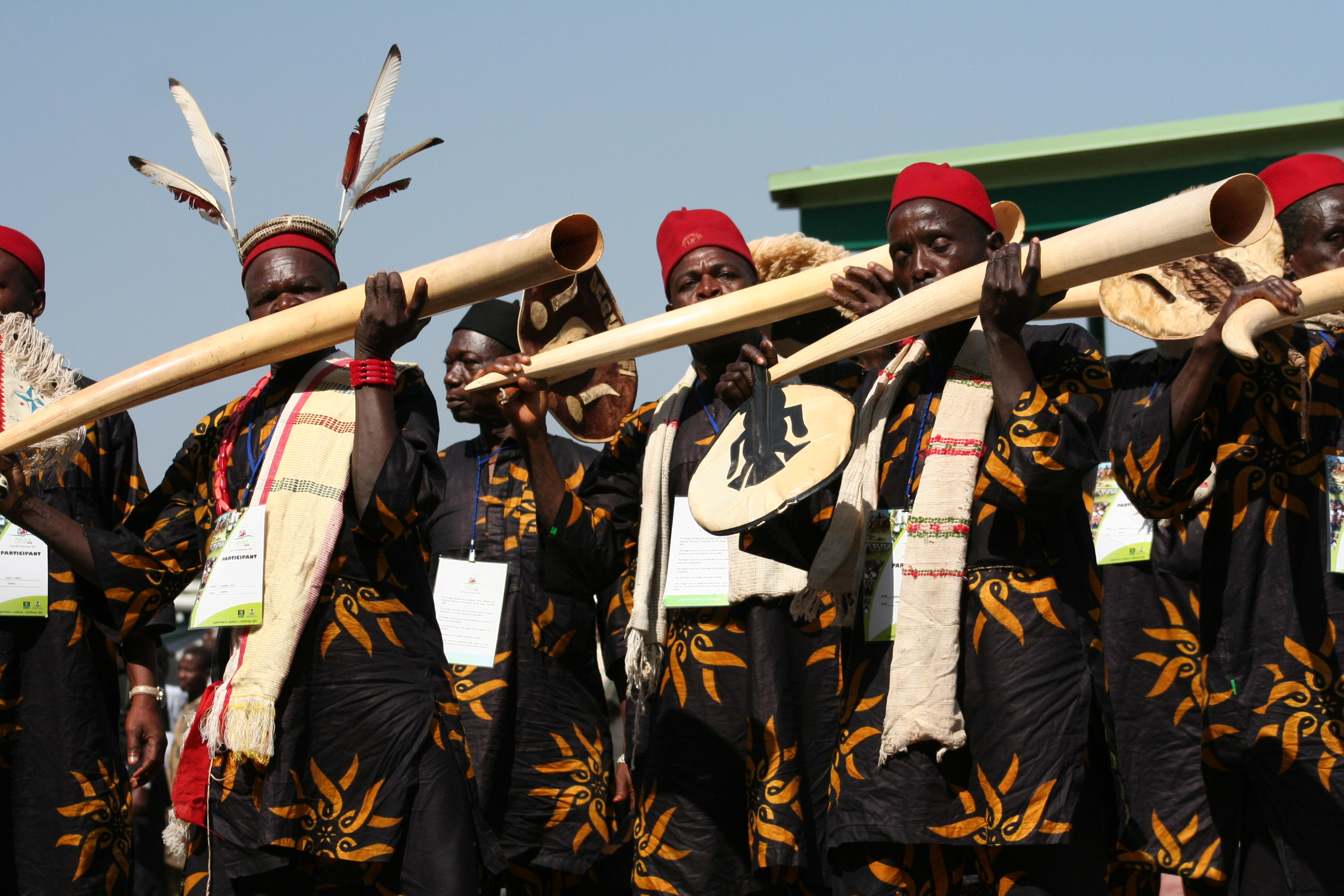
Quer geblasene Elfenbeintrompeten (odu-enyi oder odu-okike) im Osten Nigerias. Ein Ensemble mit Elfenbeintrompeten gehört unter anderem bei den Igbo zur Amtseinführung eines traditionellen Würdenträgers (Nze).

In Uganda bezeichnet eggwara sowohl ein längsgeblasenes Instrument aus zwei ineinander gesteckten, konischen Flaschenkürbissen bei den Baganda als auch bei den Busoga eine quer geblasene Trompete. Beide Instrumente sind mit einer Tierhaut überzogen. Die eggwara der Buganda war ein nur von männlichen Hofmusikern gespieltes Ritualinstrument. Solche quer geblasenen Hörner aus Holz, Flaschenkürbissen oder Tierhörnern waren unter den Namen amakondere (Uganda), amakondera (Ruanda) oder makondere in Ostafrika verbreitet. Die Querhorn-Ensembles von Buganda bestanden aus mehreren Instrumenten zwischen 80 und 150 Zentimetern Länge. Allen gemeinsam war eine dekorative Umwicklung mit Tierhaut.
Zu Zeiten der Swahili-Herrscher wurde an den afro-arabischen Höfen der kenianischen und tansanischen Küste das riesige Querhorn siwa geblasen, das zu den Herrscherinsignien und Ritualinstrumenten gehörte. Siwa wurden kunstvoll aus Elfenbein, Bronze oder Holz gefertigt. Ein um 1690 datiertes Exemplar aus Elfenbein, das von der Insel Pate stammt, erreicht eine Länge von 2,15 Metern. Ein kleineres, leichter tragbares Horn, das von den Swahili an der ostafrikanischen Küste verwendet wurde, war das mbiu, ein quer geblasenes Büffel- oder Rinderhorn. Es wurde bei weniger offiziellen Anlässen eingesetzt, um die Ankunft einer Persönlichkeit zu melden.
Eine der südafrikanischen icilongo entsprechende, bis zu drei Meter lange Trompete aus einem schlanken Bambusrohr mit einem Tierhornschallbecher, die in diesem Fall quer geblasen wird, ist im Süden Äthiopiens als dinke bekannt. Das Blasloch befindet sich im unteren Viertel des beim Spiel senkrecht nach oben gehaltenen Instruments. Die ebenfalls in Südäthiopien vorkommende Quertrompete hura aus einem Holzrohr hält der Spieler seitwärts. Beispiele für quer geblasene Antilopenhörner in Ostafrika sind iholere bei den Bashi im Ostkongo, nsembu nsia bei den Babembe im Ostkongo (das auch aus Holz gefertigt sein konnte), das bei Besessenheitsritualen der Baganda in Uganda verwendete ngombe, das gees–oogoodir der Somali sowie angari und bulu bei den Berta in Äthiopien und im Sudan. Aus mehrfach geschwungenen Kuduhörnern bestehen unter anderem die Querhörner baragumu in Kenia und Tansania, emouo bei den Massai in Kenia, olukia in Westkenia und tori in Norduganda.
Wesentlich seltener als Antilopenhörner werden Rinder- oder Ziegenhörner verwendet. Die quer geblasenen Naturhörner unterscheiden sich hauptsächlich durch die Form des Horns. Sie besitzen fast alle ein Anblasloch wenig entfernt vom spitzen Ende. Als Hauptunterschied sind manche Hörner am spitzen Ende geschlossen, sodass der Ton (ohne Überblasen) nur verändert werden kann, indem der Spieler die Hand in die untere Öffnung einführt; bei anderen Hörner ist das spitze Ende abgeschnitten und der Spieler kann diese Öffnung mit einem Finger oder dem Daumen abdecken. Bei geöffnetem Endloch ergibt sich ein um etwa eine Sekunde oder Terz höherer Ton. Abhängig von der Tierart sind die Querhörner üblicherweise zwischen 20 und 90 Zentimeter lang.
Abgesehen von der mutmaßlichen Herkunft mancher Naturtrompeten und Kesseltrommeln der Palastmusik aus der arabischen Tradition ist über das Alter der rituell verwendeten afrikanischen Blasinstrumente wenig bekannt. Der älteste Bericht über afrikanische Blasinstrumente – über Musikinstrumente im südlichen Afrika überhaupt – stammt von Vasco da Gama, der bei seiner ersten Schiffsreise nach Indien am 2. Dezember 1497 in Mossel Bay östlich des Kaps der Guten Hoffnung von etwa 200 Afrikanern empfangen wurde. Vier oder fünf spielten unterschiedlich lange Blasinstrumente und andere tanzten. Die Versammelten waren vermutlich Khoikhoi, die Rohrflöten bliesen. Als die portugiesischen Seefahrer auf ihrer Weiterfahrt die ostafrikanische Küste erreicht hatten, wurden sie am 15. April 1498 beim heutigen Malindi vom König empfangen. Dabei ertönten mehrere Blasinstrumente, darunter zwei mannshohe, seitlich angeblasene Elfenbeintrompeten. Der portugiesischen Missionar Frei João dos Santos († 1622) berichtet von seiner Reise in das Reich Kiteve im heutigen Mosambik im Jahr 1586 in dem Werk Etiópia Oriental e Vária História de Cousas Notáveis do Oriente über Xylophone (ambira), die für ihn angenehm klangen, und über große, parapandas genannte Tierhörner, deren Klang er als schrecklich und furchteinflößend empfand. Parapandas ist eine andere Schreibweise der heute üblichen Namen phalaphala und mpalampala.

## Bauform und Spielweise

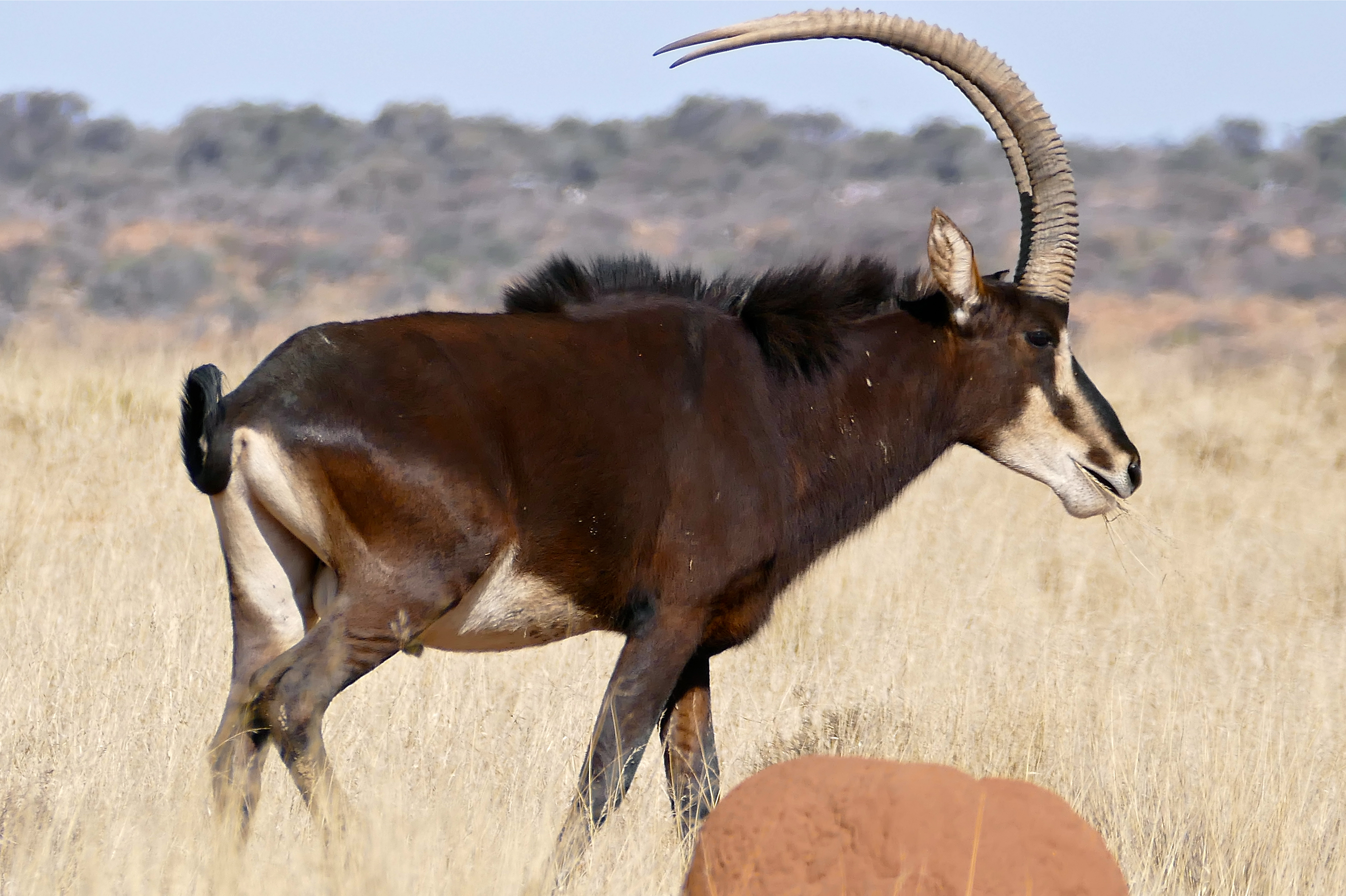
Rappenantilope im Mokala-Nationalpark in Südafrika

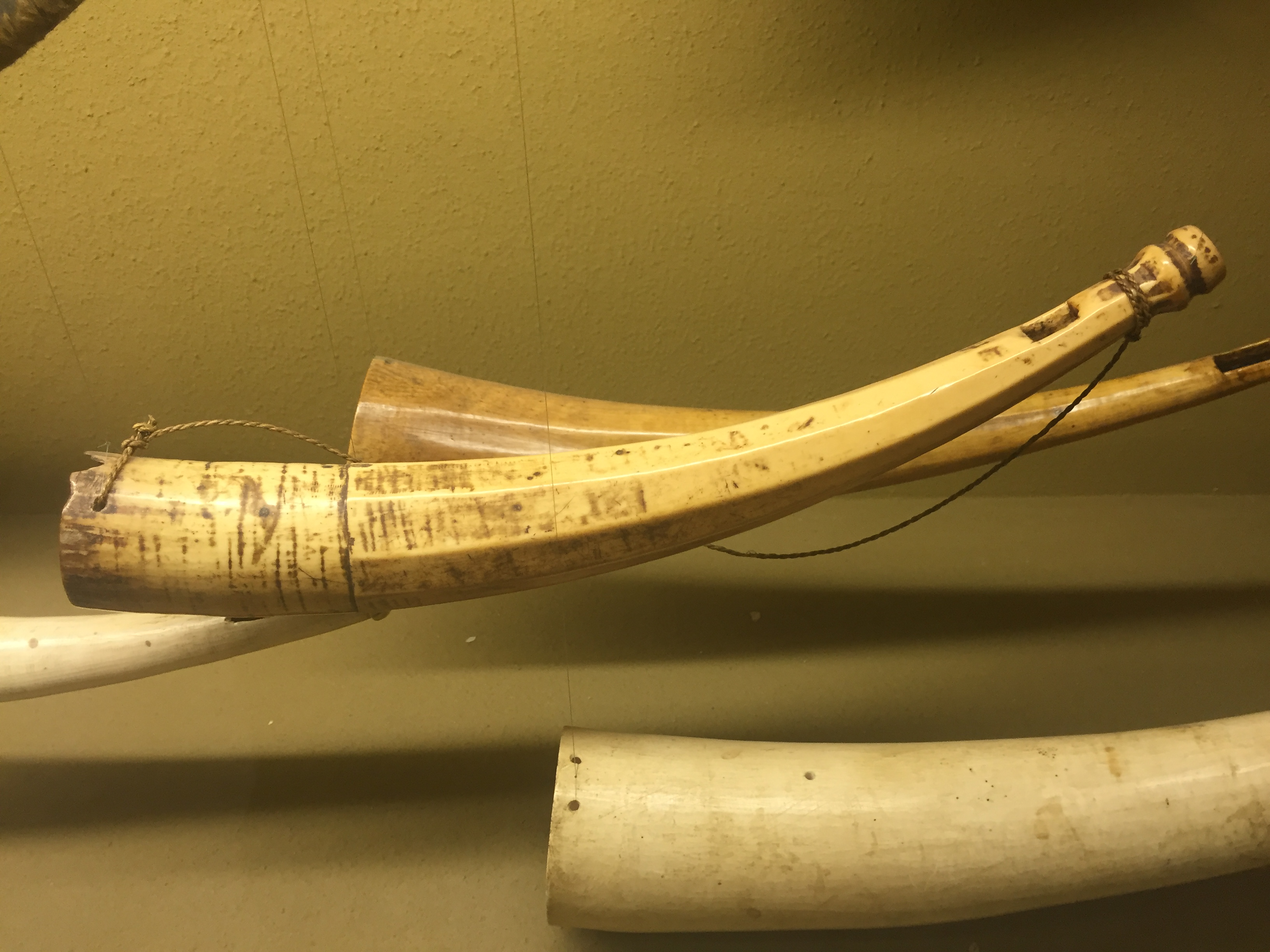
Afrikanische Elfenbeintrompete mit einem rechteckigen Anblasloch, das sich im Krümmungsbogen und nicht wie bei den südafrikanischen Antilopenhörnern an der Seite des Bogens befindet.

In Südafrika wurden vorwiegend Hörner der Rappenantilope (Hippotragus niger), des Großen Kudu (Strepsiceros), seltener des Spießbocks (Oryx gazella) und nur dort, wo es keine Wildtiere gab, Ochsenhörner verwendet.

### Phalaphala der Venda und Pedi
Bei den Venda in der Provinz Transvaal gehörte das phalaphala zu allen zeremoniellen Anlässen. Percival Kirby (1934) beschreibt dessen Herstellung aus dem Horn einer Rappenantilope. Bei dem mit heißem Wasser ausgewaschenen Horn wurde die Länge des hohlen Inneren ausgemessen und an der Außenseite markiert. Das seitliche Blasloch wurde dann dicht am Röhrenende als Rechteck mit gerundeten Ecken von etwa 2,5 Zentimetern Länge und 1,3 Zentimetern Breite eingeschnitten. Um das Horn leichter zu machen schliff man in früheren Zeiten die Rillen an der Außenfläche sorgfältig plan. Später wurde die alte Handwerkskunst vernachlässigt und die Oberfläche nur teilweise geglättet. Bei grob bearbeiteten Hörnern wurde die natürliche Riffelung gänzlich belassen. Manche Hörner erhielten an der Spitze Einkerbungen zur Verzierung. Um die Trichteröffnung vor dem Reißen zu schützen, wurde sie mit einem Tierhautstreifen umwickelt. Mit einem an beiden Enden festgebunden Band konnte das phalaphala um die Schulter gehängt und getragen werden.
Auf die gleiche Weise hergestellte Kuduhörner oder Spießbockhörner benennen die Venda üblicherweise mit dem allgemeinen Wort für Tierhörner kwatha. Ein einen Meter langes Exemplar aus einem Kuduhorn produziert die Töne d und es1 sowie (nicht gebraucht) h1. Ein von Pedi um das Jahr 1830 eingesetztes Horn der Rappenantilope hat eine geglättete Oberfläche und eine um das Trichterende gewickelte Schlangenhaut. Mit einer Länge von 60 Zentimetern entlang der Kurvenlinie bringt es den Grundton und Oberton b und b1 hervor. Drei andere Exemplare von Rappenantilopenhörnern aus dem 19. Jahrhundert produzieren h und h1.
In der Sammlung von Percival Kirby befindet sich ein ungewöhnliches, offenbar aus Mangel an Tierhörnern aus Holz gefertigtes Exemplar von etwa 115 Zentimetern Länge. Ein gerader, leicht konisch bearbeiteter Holzstab wurde längs in der Mitte halbiert. Beide Hälften wurden bis auf ein kurzes Stück am spitzen Ende in der Mitte ausgehöhlt und dann aufeinander gelegt. Um beide Teile fest und luftdicht zu verbinden, zog man zylindrische Hautstreifen – wohl Abschnitte vom Bein einer Antilope – nacheinander in nassem Zustand über die beiden Hälften, sodass diese nach dem Trocknen zusammengepresst waren. Die Fertigungsmethode wurde von der kleinen Venda-Flöte nanga ya davhi („Flöte aus Holz“) in einen größeren Maßstab übertragen und entspricht prinzipiell der Herstellung des alpenländischen Alphorns oder der ukrainischen Trembita. Als zusätzlichen Schutz und zur Dekoration wurde das Instrument mit diagonalen Kupfer- und Messingdrahtwicklungen überzogen. Das hölzerne Horn bringt die beiden Töne c und c1 hervor.
Das als Signalinstrument eingesetzte phalaphala gehörte traditionell nicht Einzelpersonen, sondern der Gemeinschaft einer Siedlung (Kraal). Es gab einen von deren Führer eingesetzten Hornbläser, der mit dem Horn die Mitglieder bei Bedarf zu Gemeinschaftsaufgaben aufrief oder die Tänzer aus mehreren Kraals zum Kraal des Häuptlings beorderte, um den als Nationaltanz gepflegten Rohrflötentanz tshikona aufzuführen. In Kriegszeiten wurden ferner mit dem Horn die Kämpfer zu den Waffen gerufen. Einen besonderen Einsatz des phalaphala beschreibt Hugh Arthur Stayt 1931: Das erste Erscheinen des Sirius als Morgenstern am Anfang des Südwinters war das Zeichen, um mit der Ernte zu beginnen. Der Mann, der den als nanga („Horn“) bezeichneten Stern als Erster bemerkte, stieg auf einen Hügel und blies das phalaphala, um diese Nachricht zu verbreiten, worauf ihm der Häuptling als Geschenk eine Kuh übergab.
Zur traditionellen Religion der Venda gehörte der Kult um die Regengottheit Mwali, deren Name sprachlich austauschbar ist mit Mwari, der verwandten, als männlich und weiblich vorgestellten Fruchtbarkeitsgottheit der Shona. Die Tshivula, eine westliche Gruppe der Venda, organisierten im 19. Jahrhundert in Zeiten von Dürre eine durch einen Orakelspruch begründete Regenmacherzeremonie auf einem bestimmten Berg. Die makhdazi, die eine besondere soziale Stellung bekleidende ältere Schwester des Häuptlings, trug einen Topf mit Wasser. Ein Mann begleitete sie auf den Berg, während er phalaphala blies. Oben angekommen wählten sie einen großen Stein aus und rollten ihn bis an die Kante. Dann gossen sie das Wasser über den Stein und ließen ihn in die Tiefe fallen, damit er krachend unten aufschlug. Das phalaphala wurde erneut geblasen, die beiden gingen zurück in ihr Zuhause und am selben oder nächsten Tag sollte es regnen.
Die Pedi in der Provinz Limpopo verwendeten phalaphala ähnlich wie die Venda. Der mazietsa genannte Hornspieler und Standartenträger des Häuptlings blies die Männer zum Kriegseinsatz herbei und veranlasste die Frauen, sich in den Bergen in Sicherheit zu bringen. Aus Sicherheitsgründen lebten die Bewohner der Siedlungen früher in Hörweite zueinander. Die Clans kannten den Ton ihres phalaphala und dessen Signalzeichen. Das Horn wurde in den Krieg mitgenommen und bei Tagesanbruch geblasen, worauf auch die Gegner ihr Horn ertönen ließen und die Schlacht beginnen konnte. Die siegreichen Kämpfer bliesen das Horn bei der Heimkehr, falls aber einer ihrer bedeutenden Männer im Kampf getötet worden war, so wurde, auch wenn sie gesiegt hatten, auf das Hornblasen verzichtet.
In Friedenszeiten diente das phalaphala den Pedi dazu, die Jugendlichen in die Initiationsschule (koma) zu rufen. Ein Mann blies die Jungen, eine Frau die Mädchen zusammen. Die Signaltöne wurden nicht wie bei einem Schofar lange gehalten, sondern mit einem starken Vibrato und zeitweilig mit schnell wiederholten einzelnen Stößen gespielt.

### Lepapata in Botswana
Lepapata oder lepatata nennen die Batswana und die Nord-Sotho-Sprecher (Pedi) in Botswana ein Rappenantilopenhorn. Das lepapata der Batswana wurde nur rituell bei bedeutenden Anlässen verwendet: bei einer Beschneidungszeremonie, als Signalinstrument im Krieg und wenn Jäger einen Löwen oder Leoparden erlegt hatten, was in eine Jubelfeier mündete. Der Häuptling erhielt die erlegte Tierhaut und übergab dem Jäger dafür als Geschenk eine Kuh.
Elizabeth Wood untersuchte die Musik in Botswana Mitte der 1970er Jahre. Männer begleiteten ihre Kriegslieder damals mit der hölzernen Pfeife motlhatswa, die aus einem ausgehöhlten Zweig hergestellt wird, und mit dem Rappenantilopenhorn lepatata. Zwei lepatata hörte sie, als bei einer Wahlkampfveranstaltung für die Regierungspartei Kriegslieder gesungen wurden. Weitere traditionelle Blasinstrumente in Botswana sind die Ziegenknochenflöte lengwane, das quer geblasene Horn eines Impalas lenaka la phala und das Kuduhorn lenaka la tholo. Das Kuduhorn wurde früher an den Weideplätzen aufbewahrt und von Rinderhirten als Signalinstrument eingesetzt.
Anfang der 1950er Jahre organisierten junge Pedi-Arbeiter in Sekhukhuneland, einer Region in Transvaal, einen Aufstand gegen die Einführung einer Bantustan-Verwaltung durch das südafrikanische Apartheidsregime. Sie nannten ihre Organisation Sebatakgomo, woraus später Fetakgomo wurde, wie heute eine Gemeinde in der Provinz Limpopo heißt. Das Wort sebatakgomo setzt sich aus sebatak, „Raubtier“ (Löwe oder Leopard), und kgomo, „Kuh“ zusammen und ist ein Sprichwort, das als Sprachbild „ein Raubtier bedroht die Rinderherde“ beinhaltet und einen Notruf sendet mit der Bedeutung: Eine große Gefahr bedroht die Siedlung und alle Männer werden aufgefordert, sich zur Verteidigung zu versammeln. Der sebatakgomo-Ruf wurde nachts mit dem Antilopenhorn geblasen, weil es dann besonders weit zu hören war. In dieser für den Erhalt der Gemeinschaft wesentlichen Bedeutung wird das Antilopenhorn mit der alten Tradition des jüdischen Schofar verglichen. Dem Ruf des lepatata war unbedingt Folge zu leisten. Bei den Batswana lautete der Spruch: pilediwa e a lwelwa („reagiere auf einen Ruf ohne zu zögern“).

### Mhalamhala der Tsonga

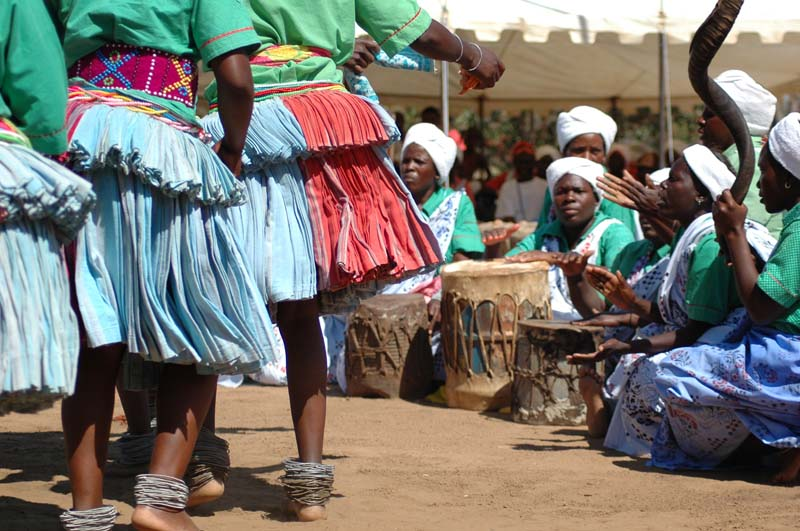
Frauenzeremonialtanz der Tsonga mit Röhrentrommeln moropa und einem Horn mhalamhala.

Auf Xitsonga heißen Antilopen und ihre Hörner mhalamhala; ein älterer Name, den Percival Kirby (1938) für das Rappenantilopenhorn mitteilt, ist shipalapala. Antilopenhörner dienten auch den Tsonga in Mosambik und im nördlichen Transvaal dazu, die Mitglieder der Gemeinschaft zusammenzurufen. Hierfür wurden die Töne im ungefähren Oktavabstand d–d1 nach kurzen Pausen wiederholt. Unabhängig von der Qualität der Herstellung sind die Tierhörner allgemein für die Musikausübung nur eingeschränkt verwendbar. Zwar sollten sie theoretisch mit ihrer konischen Bohrung die Naturtonreihe hervorbringen können; die nicht ebenmäßigen und relativ kurzen Röhren bewirken jedoch, dass generell nur die beiden ersten Töne der Reihe geblasen werden. Percival Kirby fand 1937 einen Tsonga, der zuvor in einer Rundfunksendung aus dem Kruger-Nationalpark mit einem Kuduhorn shipalapala aufgetreten war und vier Obertöne produziert hatte. Auf einem zweiten, von diesem Musiker sehr sorgfältig hergestellten Instrument konnte Kirby fünf Obertöne (des–d1–as1–des²–f2) erzeugen. Diese Obertonreihe bildet auch die melodische Grundlage für das Spiel der Flötenensembles und der Mundbögen. Nach Thomas F. Johnston (1985) kann bei einem Kuduhorn der zweite und dritte Oberton (die Oktave und die folgende Quinte) leicht und der vierte Oberton (zweite Oktave) mit Mühe erzeugt werden. Mit drei Tönen lassen sich mit dem Horn die drei Höhen der Xitsonga-Tonsprache hoch–mittel–tief nachahmen und so einfache Botschaften übermitteln.
Bis heute verwenden die Tsonga Kuduhörner bei den Initiationsriten (khomba) der Mädchen als Signalinstrument und Ritualobjekt. Um das im Gemeinschaftsbesitz befindliche Horn kümmert sich die Leiterin der Mädchenschule, die oftmals die Frau des Häuptlings (nkulukumba) ist. Für die Leiterin stellt das Horn ein Autoritätssymbol dar und für die Mädchen besitzt das Horn durch seine Schlangenform eine sexuelle (phallische) Bedeutung. In der abgeschirmten Initiationshütte (nhanga) üben ältere Frauen die Mädchen mit Musik, darstellenden Unterweisungen und körperlichen Zumutungen (einschließlich der Einnahme von Drogen) in ihre Rolle als zukünftige junge Hausfrau ein, welche die Hausarbeit bewältigen, sich den älteren Frauen des Haushalts unterordnen und den Mann sexuell zufriedenstellen soll. Die dreimonatige Initiation ist in ihrem Kern ein Fruchtbarkeitsritual, das nach der ersten Menstruation des Mädchens in der arbeitsfreien Jahreszeit im Anschluss an die Ernte zwischen Mai und Oktober stattfindet. Die Musik, Tänze und Rituale, bei denen das mhalamhala eine wesentliche Rolle spielt, werden vor Männern und noch unreifen Mädchen streng geheim gehalten.

### Impalampala der Swazi und Zulu
Die Bezeichnung für das Rappenantilopenhorn lautet bei den Swazi, den Zulu in der Provinz KwaZulu-Natal und bei den Ndebele impalampala oder mpalampala. Das nur von Männern geblasene impalampala gehört zur allgemeinen Tradition der höfischen Zeremonialinstrumente und wurde bei Großwildjagden verwendet. Da in den ersten Jahrzehnten des 20. Jahrhunderts Rappenantilopen und Kudu (umqanhxa) unter Schutz gestellt wurden, waren deren Hörner nur sehr schwer zu beziehen. Als Ersatz für Antilopenhörner ging man dazu über, Rinderhörner zu verwenden, die laut Percival Kirby (1934) upondo genannt wurden. Alfred Thomas Bryant (1949) bezeichnete dagegen auch ein an seiner Spitze oder seitlich angeblasenes Rinderhorn, mit dem warm klingende Signaltöne gesendet wurden, als iMpalampala.
Mit dem Rückgang der Stammeskriege verlor das impalampala bei den Zulu seine Funktion als Signalgeber zum Kampf. In den 1930er Jahren wurde es wahrscheinlich noch gelegentlich bei der Jagd verwendet, hauptsächlich diente es aber jungen Männern, sich zu geselligen Treffen (Biertrinken) zu verabreden.
Bei den Swazi hieß sowohl des Rappenantilopenhorn als auch das Kuduhorn impalampala. Das Ritualinstrument wurde in Friedenszeiten nur von Männern an den Herrscherhäusern geblasen, um die Bevölkerung zu einer Zeremonie herbeizurufen und eine Gemeinschaftsjagd anzukündigen. Rinderhirten trieben mit dem Horn das Vieh der königlichen Herden zusammen.

### Weitere Tierhörner in Südafrika

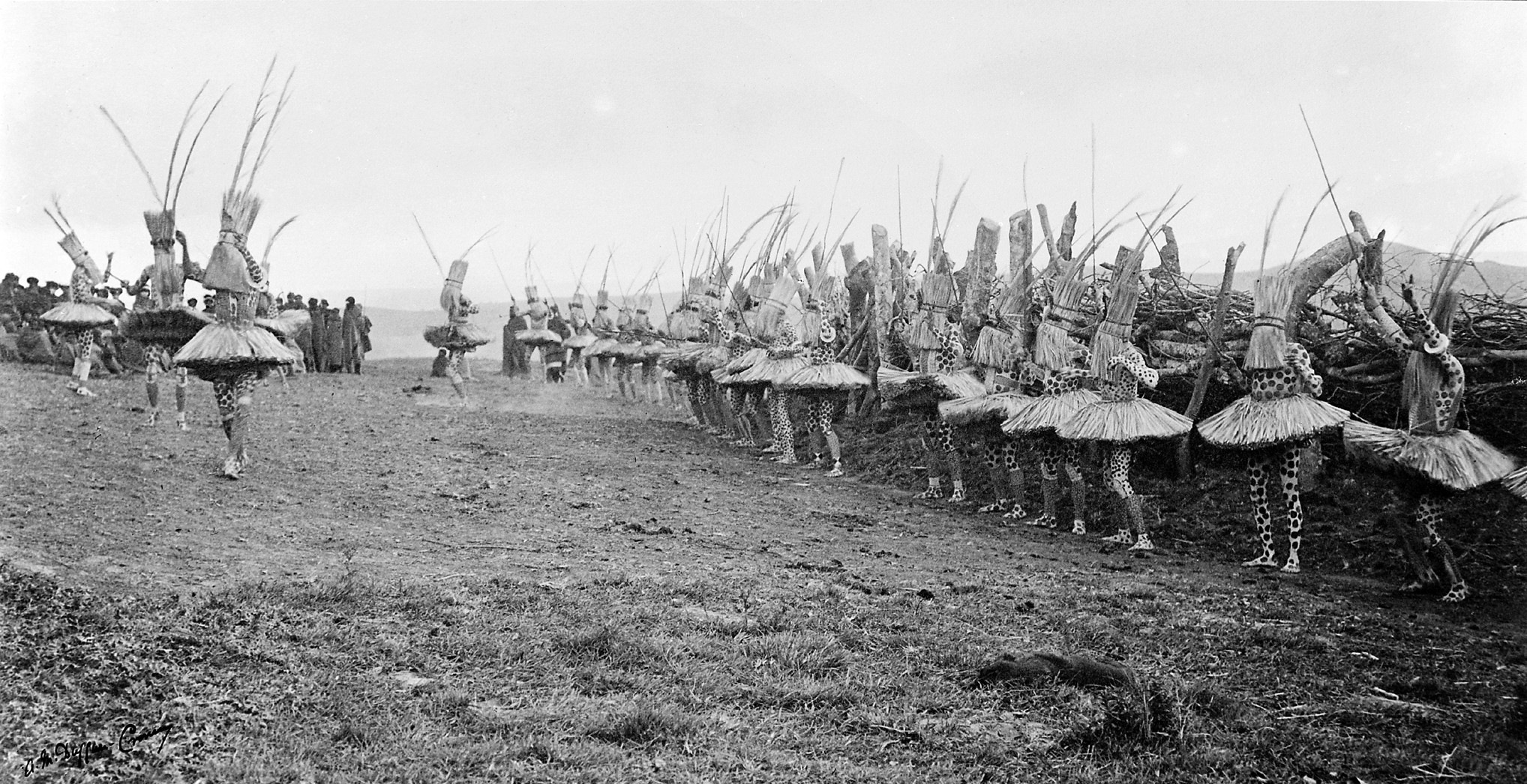
Historische Aufnahme eines Initiationstanzes der Bomvana mit maskierten Initianten (abakweta), bei dem früher Rinderhörner geblasen wurden.

Rinderhörner geben nur einen Ton von sich, weil durch die kurze Röhre der Grundton so hoch ist, dass schon der erste Oberton nicht mehr erzeugt werden kann. Die zu den Xhosa gehörenden Bomvana in der Provinz Ostkap nennen das Rinderhorn butyu. Es gehört dort zum früher von den Schlägen der Erdtrommel ingqongqo begleiteten Initiationsritual der Jungen (abakweta), bei dem sie beschnitten werden.
Die Xhosa nannten das Rinderhorn, das anstelle des vormaligen Antilopenhorns verwendet wurde, isigodhlo, wie das Gehöft des Königs hieß, das aus den Hütten seiner Frauen und Kinder bestand. Dem Namen nach zu urteilen wurde die Gemeinschaft mit dem Horn zum König gerufen. Eine Redewendung in einem Wörterbuch von 1899 lautet: wavutela ngesigodhlo („er blies das Horn“).
In den 1930er Jahren wurde das isigodhlo von Jungen beim Spielen geblasen. Jungen der Venda bliesen, um sich gegenseitig zu benachrichtigen, tshihoho. Dies waren Trompeten aus einem kleinen Antilopenhorn, aus einer Kalebasse oder aus einem Stück Holz, das sie hälftig aufgeschnitten, innen ausgehöhlt, wieder zusammengefügt und mit Rindenstreifen umwickelt hatten. Die aus diesen Materialien angefertigten Trompeten sind seitlich geblasene Miniaturformen des phalaphala. Weil mit dem tsihoho keine Obertöne zu produzieren sind, bildeten die Venda mit den Lippen ergänzend zum Grundton einige klangliche Effekte in verschiedenen Tonhöhen, die durch die Röhre verstärkt wurden. Venda-Jungen konnten die Klänge den Tonhöhen einzelner Sprachsilben zuordnen und sich über einfache Dinge verständigen.
Die Herero in Namibia verwendeten früher ein ohiva genanntes, vermutlich seitlich geblasenes Horn des Spießbocks für rituelle Zwecke. In der Hererosprache bedeutet ohiva Flöte (aus Pflanzenrohr oder Rinde, die beim Viehhüten gespielt wird) oder Trompete. Das Horn wurde geblasen, um die Bevölkerung vor einer großen Gefahr zu warnen, aber nicht, damit sich die Krieger zu einem Kampfeinsatz versammeln.
Bei den Tsonga gab es in jedem Häuptlingsclan eine für magisch gehaltene große Holztrommel (muntshintshi), die bei zeremoniellen Anlässen geschlagen wurde, und ein Hörnerensemble, das aus zehn Hörnern von Rappenantilopen oder Impalas bestand und bunanga hieß. Die Hörner waren von speziellen Handwerkern sorgfältig hergestellt und auf verschiedene Tonhöhen gestimmt. Der Name des Ensembles ist von nanga, „Flöte, Horn“ (Plural tinanga) abgeleitet. Die zehn Musiker formierten sich nach einer Beschreibung des Schweizer Missionars Henri-Alexandre Junod (1912) um zwei Trommelspieler. Wenn der Spieler der großen Trommel mit einer langsamen konstanten Schlagfolge einsetzte, gingen die zehn Bläser hintereinander im Kreis und vollführten gewisse Mimiken und Körperbewegungen. Wurde das Tempo schneller, tanzten sie auf die Mitte zu, um sich danach wieder im Kreis aufzureihen. Nach festgelegter Reihenfolge bildete der Spieler des tiefsten Horns die Spitze, gefolgt von den übrigen Spielern entsprechend ihrer Tonlage bis zum Bläser mit dem höchsten Horn am Schluss. Die Beschreibung des bunanga-Ensembles erinnert an den nationalen Rohrflötentanz der Venda, tshikona, bei dem männliche Musiker mit einem Satz von über 20 unterschiedlich gestimmten Eintonflöten (nanga) aus Pflanzenrohr auftreten und eine Melodie spielen. Das Ensemble verfügt über einen Tonumfang von vier Oktaven. Die kleinen Flöten der oberen Oktave werden pauschal phalana genannt, das bedeutet „kleine phala“, während die übrigen Flöten/Tonhöhen eigene Namen tragen. Der Leitton des Flötenensembles heißt phala.
Eine Fotografie des in Irland geborenen, südafrikanischen Fotografen Alfred Martin Duggan-Cronin (1874–1954), die 1928 veröffentlicht wurde, trägt den Titel „The Phalaphala Dance“. Sie zeigt zehn Hornbläserinnen in einer Reihe und davor zwei stehende Trommlerinnen mit konischen Röhrentrommeln murumba zwischen den Beinen und in der Mitte eine große Kesseltrommel ngoma, neben der ein Mädchen mit einem Holzschlägel in der Hand kniet. Sehr ungewöhnlich an Duggan-Cronins Fotografie ist, dass hier Frauen die Hörner blasen. Eine musikalische Beziehung zwischen den abgebildeten Hörnerspielerinnen und dem Flötenensemble der Venda ist kaum vorstellbar, weil die Hörner alle ähnlich groß aussehen und daher nicht zu einem melodischen Spiel in der Lage gewesen sein dürften. Junod, der bunanga-Ensembles 1891 und 1908 hörte, notierte eine aus vier Tönen bestehende Melodie mit Terz- und Quintabständen in einem ungenau durchgehaltenen Rhythmus. Ob die bunanga-Ensembles weitere Töne spielen konnten, geht daraus nicht hervor.

## Sonstiges
Phalaphala ist der Titel eines Orchesterwerks der südafrikanischen Komponistin Priaulx Rainier von 1961 und Phalaphala FM ist der Name eines südafrikanischen Rundfunksenders, der 1965 als Sender des Venda-Homelands gegründet wurde.